# FFC United Schwerzenbach
Der FFC United Schwerzenbach war ein Fussballverein aus der Schweiz. Aushängeschild des Vereins war die erste Frauenfussball-Mannschaft, die in der Nationalliga A spielte.

## Geschichte
Der FC Schwerzenbach wurde am 7. Juni 1974 als Sport-Club (SC) Schwerzenbach gegründet. Vorher spielten die meisten Schwerzenbacher beim FC Fällanden. Das Aufnahmegesuch des SC wurde vom Schweizerischen Fussballverband abgelehnt, da der Verein über keinen eigenen Sportplatz verfügte. Ein Jahr später begannen die Arbeiten am Sportplatz «Zielacher», der im Sommer 1977 eingeweiht wurde. Kurze Zeit später wurde erstmals eine Frauenmannschaft ins Rennen geschickt. Der erste grosse Erfolg konnte 1988 verbucht werden, als die erste Frauenmannschaft den Aufstieg in die Nationalliga A feiern konnte.
1992 holte der FCS den ersten Titel. Im Cupfinal konnte der FFC Bern mit 1:0 geschlagen werden. Ein Jahr später wurde das neue Stadion «Zimmikerriet» eingeweiht. Der grösste Erfolg des Vereins war die Meisterschaft 1999. Das mögliche Double konnte nicht eingefahren werden, da man im Cupfinal im Elfmeterschiessen dem FC Bern unterlag. 2003 konnte man erneut den Cup gewinnen. Wieder hiess der Gegner FFC Bern und dieses Mal konnte man das Elfmeterschiessen für sich entscheiden.
Im Oktober 2006 beschloss der Verein, die erste Mannschaft und die U18-Juniorinnen aus dem Verein auszugliedern und in den neu gegründeten FFC United Schwerzenbach zu überführen. Unter dem neuen Namen trat die Mannschaft seit der Saison 2007/08 an. 2008 wurde im Cupfinal der FFC Bern erneut bezwungen und der Cup zum dritten Mal gewonnen. Per 1. Juli 2008 ging man eine Kooperation mit dem Grasshopper Club Zürich ein, um einen Halbprofessionalismus zu ermöglichen. Die Saison 2008/09 trat man dann auch unter dem Namen GC/Schwerzenbach an. Zum 1. Juli 2009 wurde das Team komplett vom Grasshopper Club Zürich übernommen und nimmt seither unter diesem Namen teil.

## Erfolge
- Schweizer Meister: 1999
- Schweizer Cupsieger: 1992, 2003, 2008